# Сан-Жуан-де-Рей
Сан-Жуан-де-Рей (порт. São João de Rei; МФА: [ˈsɐ̃w ʒu.ˈɐ̃w dɨ ˈʁɐj]) — парафія в Португалії, у муніципалітеті Повуа-де-Ланьозу. Розташована в північно-західній частині країни, на теренах історичної португальської провінції Дору-Міню. Входить до складу округу Брага. За адміністративним поділом, чинним до 1976 року, терени парафії були складовою провінції Міню. Належить до Бразької архідіоцезії Католицької церкви. Патрон — святий Іван. Площа — 5,4621 км². Населення — 401 ос. (2011). Слабо урбанізований регіон. Густота населення — 73,41 осіб/км²
. Код — 030923.

## Населення
| Кількість мешканців | Кількість мешканців | Кількість мешканців | Кількість мешканців | Кількість мешканців | Кількість мешканців | Кількість мешканців | Кількість мешканців | Кількість мешканців | Кількість мешканців | Кількість мешканців | Кількість мешканців | Кількість мешканців | Кількість мешканців | Кількість мешканців |
| ------------------- | ------------------- | ------------------- | ------------------- | ------------------- | ------------------- | ------------------- | ------------------- | ------------------- | ------------------- | ------------------- | ------------------- | ------------------- | ------------------- | ------------------- |
| 1864                | 1878                | 1890                | 1900                | 1911                | 1920                | 1930                | 1940                | 1950                | 1960                | 1970                | 1981                | 1991                | 2001                | 2011                |
| 427                 | 589                 | 434                 | 477                 | 540                 | 481                 | 492                 | 597                 | 570                 | 631                 | 477                 | 409                 | 422                 | 435                 | 401                 |